# أم جنيبة (المرس)
أم جنيبة هي إحدى مشيخات المملكة المغربية، تتبع جغرافيا لإقليم بولمان وإداريًا لالمرس. يقدر عدد سكانها بـ 1466 نسمة حسب الإحصاء الرسمي للسكان والسكنى لسنة 2004.